# Peter Petrovič Vtorov
Peter Petrovič Vtorov [péter pétrovič vtórov] (rusko Пётр Петро́вич Вто́ров), ruski biogeograf, ekolog, zoolog, ornitolog in naravovarstvenik, * 1. avgust 1939, Moskva, † 5. januar 1979, Moskva.
Vtorov je razdelal znanstveni koncept etalonskih področij biosfere. Je avtor učbenikov, priročnika za določanje taksonomije ptičev in znanstvenih monografij.